# Scottish Airlines
Scottish Airlines war eine britische Fluggesellschaft mit Sitz auf dem Flughafen Prestwick.

## Geschichte
Scottish Airlines wurde 1946 als Tochtergesellschaft des Flugzeugherstellers Scottish Aviation gegründet. Der erste Liniendienst wurde am 28. Januar 1946 im Auftrag von British European Airways (BEA) mit einer Douglas DC-3 zwischen Prestwick und Belfast geflogen. Am 27. Mai desselben Jahres begann ein zweijähriger Auftrag von Icelandair, in dessen Rahmen ein Liniendienst zwischen Prestwick, Kopenhagen und Reykjavík mit DC-3 und Consolidated Liberator II eingerichtet wurde. Durch den Erwerb von Minderheitsbeteiligungen an Luxembourg Airlines und der griechischen Hellenic Airlines konnten ähnliche Aufträge erhalten werden.
Zum Ende des Jahres 1950 wurden die Consolidated Liberators aus der Flotte genommen, mit der Folge fehlender Kapazität in schweren Transportflugzeugen. Erst Ende 1952 konnte diese Lücke durch den Erwerb von drei Avro Yorks aus den Beständen der Royal Air Force geschlossen werden, die im Laufe der nächsten drei Jahre auf eine Flotte von 8 Exemplaren erweitert wurden.
Nachdem fünf der acht Avro Yorks bei Truppentransportflügen im Auftrag des britischen Verteidigungsministeriums verloren gegangen waren, wurden diese Aufträge beendet. Dies trug zum Niedergang der Gesellschaft bei. Im November 1960 wurde der Flugbetrieb eingestellt, anschließend die Gesellschaft aufgelöst. Im Jahr 1961 wurden dann die Flugzeuge und Streckenrechte durch Dan-Air übernommen. Die Muttergesellschaft, der Flugzeughersteller Scottish Aviation, wurde 1977 in British Aerospace integriert. Das Werk in Prestwick wurde 1998 geschlossen.

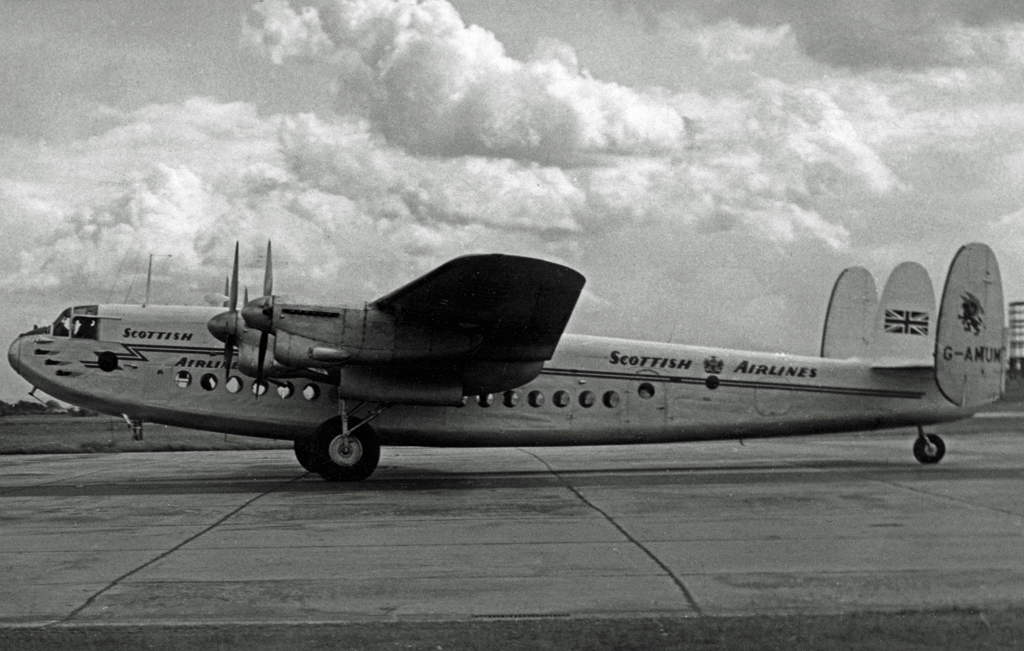
Die am 13. April 1954 in Malta verunglückte Avro York G-AMUM, London-Heathrow 1953

## Flugziele
Die Gesellschaft betrieb außer einigen kleineren Inlands-Linienflügen auch weltweite Charterflüge, sowohl als Fracht- als auch als Passagierflüge.
Ab August 1948 begann Scottish Airlines mit Versorgungsflügen vom Fliegerhorst Schleswig sowie von der Wunstorf RAF Station (Niedersachsen) zum Flugplatz Berlin-Gatow mit drei Consolidated Liberator II und zwei Douglas DC-3 und nahm damit auch an der Berliner Luftbrücke teil.
Als sehr lukrativ erwies sich die im Sommer linienmäßig beflogene Strecke von Prestwick zur Isle of Man. Allein im Jahr 1953 konnten hierbei fast 15.000 Passagiere befördert werden.
Zeitweise wurden auch Linienflüge im Auftrag von KLM, BEA und Air France unternommen. Einen großen Anteil am Geschäft nahmen Truppentransportflüge im Auftrag des britischen Verteidigungsministeriums ein, die außer nach Malta unter anderem auch nach Montreal, Zypern und in die ägyptische Kanalzone durchgeführt wurden.

## Flotte

### Flotte bei Betriebseinstellung
- 1× Douglas DC-3
- 2× Scottish Aviation Twin Pioneer

### Zuvor eingesetzte Flugzeuge
Zuvor wurden auch folgende Flugzeugtypen eingesetzt:
- Airspeed Oxford
- Avro York
- Consolidated LB-30 Liberator II Transport
- De Havilland DH.89 Dragon Rapide
- Percival Proctor

## Zwischenfälle
Von der Gründung 1946 bis zur Betriebseinstellung 1960 kam es bei Scottish Airlines zu 9 Totalschäden von Flugzeugen. Bei 5 davon kamen 64 Menschen ums Leben. Vollständige Liste:
- Am 13. Oktober 1948 wurde eine Consolidated Liberator II der Scottish Airlines (Luftfahrzeugkennzeichen G-AHZP) beim Anflug auf den Flughafen Liverpool-Speke (Großbritannien) zu tief angeflogen und streifte Straßenlampen außerhalb des Flughafens. Bei der folgenden Bruchlandung wurde das Flugzeug irreparabel beschädigt. Alle 4 Besatzungsmitglieder des Frachtfluges überlebten.[6]

- Am 13. April 1954 verunglückte eine Avro York C.1 der Scottish Airlines (G-AMUM) auf dem Flughafen Malta-Luqa. Der Anlasser eines der Triebwerke war defekt. Deshalb kam der Kapitän auf die glorreiche Idee, dieses Triebwerk anzulassen, indem der Propeller durch Fahrtwind beim Rollen beschleunigt werden sollte. Dies gelang tatsächlich, aber erst so kurz vor dem Ende der Startbahn, dass dieses zügig überrollt und das Flugzeug irreparabel beschädigt wurde. Alle 3 Besatzungsmitglieder überlebten das Missgeschick.[7]

- Am 22. September 1954 driftete eine Avro York C.1 der Scottish Airlines (G-ANRC) beim Seitenwind-Start auf dem Flughafen Stansted (Großbritannien) nach links weg; es wurde überkorrigiert und die Maschine schwang nach rechts, wobei das Fahrwerk zusammenbrach. Ein Feuer brach aus und zerstörte das Flugzeug. Alle 49 Insassen, 5 Besatzungsmitglieder und 44 Passagiere, überlebten.[8]

- Am 18. Februar 1956 stürzte die York mit dem Kennzeichen G-ANSY der Scottish Airlines kurz nach dem Start vom Flughafen Malta nach einem Triebwerksschaden ab. Alle 50 Personen an Bord kamen ums Leben.[9]

- Am 30. April 1956 geriet eine nach Malta startende Avro York C.1 der Scottish Airlines (G-AMUL) bei einem Startabbruch auf dem Flughafen Stansted (Großbritannien) von der Startbahn ab und überquerte einen Graben, wobei das Fahrwerk zusammenbrach. Von den 54 Insassen kamen 2 Passagiere ums Leben; alle 5 Besatzungsmitglieder und 47 Passagiere überlebten. Das Flugzeug wurde irreparabel beschädigt.[10]

- Am 7. Dezember 1957 stürzte eine Scottish Aviation Twin Pioneer 1 der Scottish Airlines (G-AOEO) auf dem Rückflug zum Tripoli Idris International Airport (Libyen) 460 Kilometer südsüdwestlich von Tripolis in der Wüste ab. Als Unfallursache wurde ein Ermüdungsbruch in einer Verstrebung der linken Tragfläche ermittelt; das Flugzeug war erst 15 Monate alt. Alle 6 Insassen, 2 Besatzungsmitglieder und 4 Passagiere, wurden getötet.[11][12]

- Am 23. Dezember 1957 kollidierte eine aus Malta kommende Avro York C.1 der Scottish Airlines (G-AMUN) beim dritten Anflug auf den Flughafen London-Stansted (Großbritannien) 1200 Meter vor der Landebahn mit einem Baum, stürzte ab und fing Feuer. Alle 4 Besatzungsmitglieder kamen ums Leben.[13]

- Am 12. Dezember 1959 kam es bei einer Scottish Aviation Twin Pioneer 3 der Scottish Airlines (G-AOEN) bei Luabo (Mosambik) zum Totalschaden. Auf einem Demonstrationsflug wurde das linke Triebwerk abgestellt. Als das Flugzeug auch mit maximaler Leistung des rechten Triebwerks noch Höhe verlor, wurde vergeblich versucht, den linken Motor wieder zum Laufen zu bringen. Bei der Notlandung auf einer Insel im Sambesi brachen beide Tragflächen und das Fahrwerk ab. Alle 15 Insassen, 1 Pilot und 14 Passagiere überlebten.[14]

- Am 10. März 1960 fiel bei einer Scottish Aviation Twin Pioneer 3 der Scottish Airlines (G-ANTP) beim Start vom Flughafen Jorhat-Rowriah (Indien) das linke Triebwerk in etwa 10 Meter Höhe aus. Es kam zum Strömungsabriss. Das Flugzeug stürzte ab und fing Feuer. Von den 3 Besatzungsmitgliedern wurden 2 getötet.[15]